# Sainte-Thérèse-de-Gaspé
Sainte-Thérèse-de-Gaspé es un municipio canadiense situado en la provincia de Quebec.

## Superficie
Sainte-Thérèse-de-Gaspé tiene una superficie de 34,45 km².

## Demografía
En 2021, tenía 979 habitantes, una densidad poblacional de 28,4 hab./km², y 504 viviendas.